# Malou Schneider
Pour les articles homonymes, voir Schneider.
Malou Schneider, née le 21 août 1950 à Strasbourg, est une archéologue et conservatrice en chef du patrimoine française, qui dirigea pendant près de 25 ans le Musée alsacien de Strasbourg.

## Biographie
Issue d'une longue lignée strasbourgeoise – depuis 1783 du côté paternel–, bilingue, Malou Schneider entreprend des études à l'université de Strasbourg où elle obtient une licence d'histoire-géographie, une licence d'histoire de l'art et d'archéologie et une maîtrise d'archéologie. Elle effectue des stages à l'École de fouilles créée par Jean-Jacques Hatt dans la Drôme,  puis entre en 1973 au Musée archéologique de Strasbourg qu'il dirigeait alors et où lui succéda Bernadette Schnitzler. Elle y présente les premières expositions de ce musée et en dirige le catalogue. En parallèle, elle participe à de nombreux chantiers de fouilles préhistoriques et protohistoriques en Alsace et dirige en particulier celui de Dachstein, qui deviendra le site éponyme d'un groupe culturel du néolithique final,. 
De 1982 à 2005, elle participe en tant qu'archéologue à une vingtaine de missions archéologiques françaises en Syrie, dirigées par Jean Margueron et Dominique Beyer, successivement directeurs de l'Institut d'archéologie du Proche-orient à l'université de Strasbourg. Elle a essentiellement travaillé à Tell Hariri-Mari, où elle a dégagé l'entrée du palais du IIIe millénaire avant n.è. Elle a aussi participé à la mission belge sur le site de Tell Melebiyah dirigée par Marc Lebeau.     
En 1985, alors que le Musée alsacien de Strasbourg bat les records d'affluence des musées de Strasbourg avec quelque 65 000 visiteurs par an, Georges Klein, qui en était le conservateur depuis 16 ans, fait valoir ses droits à la retraite. Dans l'intervalle Roland Recht vient d'être nommé conservateur en chef des musées strasbourgeois. À ce titre il soutient la candidature de Malou Schneider devant la commission municipale qui la nomme à la tête du Musée alsacien. Elle conserve ce poste jusqu'en 2011. 
Elle est commissaire de plusieurs expositions, dont Les Marcaires de Hautes-Vosges en 1987, Le Barabli, un cabaret satirique alsacien en 1988, Jean Frédéric Oberlin : le divin ordre du monde en 1991, Le Mont Sainte-Odile, haut lieu de l'Alsace en 2002, Broder sans compter en 2004, Des mondes de papier. L'imagerie populaire de Wissembourg en 2010. Elle a par ailleurs soutenu la création du Musée Oberlin de Waldersbach en initiant le dépôt dans ce nouveau lieu des collections du pasteur Oberlin conservées au Musée alsacien et a œuvré à concevoir une extension du Musée alsacien dans divers lieux proches du site actuel.     
Conférencière et auteure sur la culture alsacienne, elle est investie dans de nombreuses associations d’histoire régionale, en particulier la Société pour la conservation des monuments historiques d'Alsace, la Société d'histoire des Israélites d'Alsace et de Lorraine, les Amis du Musée Oberlin, les Amis du musée judéo-alsacien de Bouxwiller. 
Elle est nommée chevalier dans l'ordre national du Mérite en 2001.

## Œuvre

### Ouvrages
- Le Musée archéologique de Strasbourg (en collab. avec Bernadette Schnitzler), Musées de Strasbourg, Strasbourg, 1985, 128 p.
- Marcaires d'hier, fermiers d'aujourd'hui (en collab. avec Gérard Leser), Éditions du Rhin, Mulhouse, 1991, 221 p.  (ISBN 2863390716)
- Le Musée alsacien, Strasbourg, coll. Kaléidoscope d’Alsace, Les Musées de la Ville de Strasbourg, La Nuée Bleue, 1995, 32 p.  (ISBN 2-7165-0358-3) (traduit en allemand par Ursula Kauss la même année)
- Le puits et la cigogne. Traditions liées à la naissance dans les familles juives et chrétiennes d'Alsace (en collab. avec Josie Lichti), Musées de Strasbourg, 2002, 95 p.  (ISBN 2901833594)
- Le Musée alsacien de Strasbourg, Éd. des Musées de Strasbourg, 2006, 142 p.  (ISBN 2-35125-005-2) (traduit en anglais par Malcolm Stuart en 2010)
- Mémoires du judaïsme en Alsace. Les collections du Musée alsacien, 2013, 160 p.  (ISBN 9782351251065)

### Catalogues d'exposition
- Premiers agriculteurs en Alsace. 5 000-2 000 avant Jésus-Christ, Musée archéologique, Strasbourg, 1980, 48 p.
- Le Premier âge du fer : 725-480 av. J.C., Musée archéologique de Strasbourg, 1981, 84 p.
- Geispolsheim, un village vers 3 000 avant Jésus-Christ, Musée archéologique, Strasbourg, 1985, 16 p.
- Les marcaires D'Malker, éleveurs et fromagers des Hautes-Vosges, Musée historique, Strasbourg, 1987, 111 p.
- 42 Johr Barabli : histoire d'un cabaret alsacien, Musées de Strasbourg, Oberlin, 1988, 139 p.  (ISBN 2853690830)
- Cathédrale à tout prix : la cathédrale de Strasbourg, image et histoire d'un mythe, Musées de la Ville de Strasbourg, 1989, 85 p.  (ISBN 2901833101)
- Jean Frédéric Oberlin : le divin ordre du monde : 1740-1826 (en collab. avec Marie-Jeanne Geyer), Éditions du Rhin, Mulhouse ; Musées de la Ville de Strasbourg, 1991, 256 p.  (ISBN 2-86339-066-X)
- Le Mont Sainte-Odile, haut lieu de l’Alsace. Archéologie. Histoire.traditions (en collab. avec Bernadette Schnitzler), Musées de Strasbourg, Conseil général du Bas-Rhin, 2002, 315 p.  (ISBN 9782901833512)
- Broder sans compter. L’art de la broderie en Alsace du 16e au 20e siècle, 135 p., 2004, Musées de Strasbourg, 2004, 135 p.  (ISBN 2-901833-74-8).
- Ça décoiffe... Centenaire du Musée alsacien. Musées de la Ville de Strasbourg, 2007, 28 p.
- Des mondes de papier. L'imagerie populaire de Wissembourg, Musées de Strasbourg, 2010, 301 p.  (ISBN 978-2-35125-083-9)

### Sélection d'articles

#### Archéologie
Sur l’archéologie, catalogues des publications au catalogue de la Base de données bibliographiques « Malraux »
- « Le site néolithique de Reichstett (Bas-Rhin) : fouilles 1976 » (en collaboration avec André Thévenin, Charles Gies, Jean Sainty, Christian Jeunesse, Jean Rapp), Revue archéologique de l'Est, no 28, 1977, fasc.3 et 4, p. 175-228 ; no 29, 1978, fasc. 1et 2, p. 7-64.
- « Tumuli de l’Âge du bronze et du Hallstatt entre Hatten et Seltz », in Cahiers alsaciens d'archéologie, d'art et d'histoire, XXIV, 1981, p. 15-24.
- « Du Rhin à l’Euphrate, archéologues alsaciens au Levant », in Les espaces syro-mésopotamiens : Dimensions de l'expérience humaine au Proche-Orient ancien (volume d'hommage offert à Jean-Claude Margueron), Subartu XVII, Brepols, Bruxelles, 2006, p. 1-6.  (ISBN 9782503520230)

#### Alsace
- « Soufflenheim et Betschdorf, centres de production de céramique artisanale traditionnelle », La Revue de la céramique et du verre, no 39, mars-avril 1988, p. 14-23
- « Le portrait comme rite social », in À qui ressemblons-nous ? Le portrait dans les Musées de Strasbourg, catalogue d'exposition, Roland Recht (dir.), Les Musées de la Ville de Strasbourg, 1988, p. 248-257 ; p. 260-268 ; p. 188-192 ; p. 384-388.
- « Traditions strasbourgeoises » in Strasbourg, Ed. Bonneton, 1993, p. 131-193  (ISBN 2-86253-153-7)
- « Rites de passage », Saisons d’Alsace, no 135, 1997, p. 27-33.
- « Le costume lorrain, symbole patriotique », in L’élégance et la nécessité. Costumes de Lorraine, catalogue d’exposition (Francine Roze dir.), Ed. Serpenoise, Metz, 2001, p. 132-136 et p. 157-160  (ISBN 2-87692-484-6).
- (de) « Arabische Bilderbogen aus Weissenburg im Elsass », Arbeitskreis Bild Druck Papier. Tagungsband Épinal 2011, 16, 2012, p. 77-84  (ISBN 978-3-8309-2711-2).
- « La création du Musée alsacien, un acte de rébellion ? » Strasbourg, Belfort. 1870. De la guerre à la paix, (actes du colloque), Robert Belot (dir.), Ed. Hermann, 2013, p.  (ISBN 9782705687083)
- « Objets singuliers au Musée alsacien », in Juifs d’Alsace au XXe siècle, ni ghettoïsation, ni assimilation, Freddy Raphaël (dir.), La Nuée Bleue, Strasbourg, 2014, p. 273-284  (ISBN 978-2-7165-0844-5)
- « Fêtes et rites de l'année juive », Saisons d’Alsace, 66, 2015, p. 40-48.
- « Les ex-voto, un témoignage précieux », Saisons d’Alsace, Hors série, hiver 2017-2018, p. 91-95.
- « Hübatraegeler, les coffrets de la Vallée », Annuaire de la Société d’Histoire du Val et de la Ville de Munster, LXVII, 2018, p. 39-52, illus. p. 8-16.

## Vidéogrammes
- Archéologues en Syrie, Cilaos : l’Alsace dans le monde, émission de José Meidinger, France 3 Alsace, 1993 sur le site ina.fr.
- GsunTheim, Hommage à Germain Muller, émission présentée par Christian Hahn, 2015  sur le site France 3 Alsace, 2015.

## Audiogramme
- Des objets et des gestes - Portraits visuels et sonores, Haute école des arts du Rhin, 2015.